# 11351 Leucus
11351 Leucus è un asteroide troiano di Giove del campo greco. Scoperto nel 1997, presenta un'orbita caratterizzata da un semiasse maggiore pari a 5,2860009 au e da un'eccentricità di 0,0634255, inclinata di 11,55681° rispetto all'eclittica.
L'asteroide è dedicato a Leuco, guerriero acheo.

## Missione Lucy
L'asteroide è uno degli otto che la missione spaziale Lucy partita nel 2021 sorvolerà per studiarne la geologia di superficie, albedo, la forma, la distribuzione spaziale dei crateri ed altri parametri, oltre alla composizione dei materiali di superficie e la composizione del sottosuolo. 11351 Leucus sarà il quarto della serie ad essere raggiunto nell'aprile 2028.